# Dan Vizanty
Dan Valentin Vizanty (Botoșani, 9 febbraio 1910 – Parigi, 12 novembre 1992) è stato un militare e aviatore rumeno, asso dell'aviazione della Forțele Aeriene Regale ale României durante la seconda guerra mondiale con 43 vittorie al suo attivo.

## Biografia
Nacque a Botoșani il 9 febbraio 1910, all'interno di un'antica famiglia moldava di origine greca. Dopo aver completato gli studi liceali nel 1929 a Vatra Dornei, dove era stato mandato dal padre in seguito a una relazione sentimentale inappropriata a Iași, entrò nel Dipartimento di recitazione del Conservatorio d'arte drammatica di Iași. 
Appassionatosi al mondo dell'aviazione, nel 1930 entrò alla Scuola militare d'aviazione di Cotroceni da cui uscì nel 1931. Nominato sottotenente pilota, ottenne successivamente la licenza di controllore del traffico aereo e, nel 1932, la licenza di pilota militare. Continuò ad addestrarsi come pilota da caccia nel 1934, venendo promosso tenente il 16 ottobre 1936 e capitano il 17 aprile 1939. Durante questo periodo volò sugli aerei da addestramento francesi Morane-Saulnier MS.35 e MS.230, il cacciabombardiere biposto Potez 25, l'addestratore SET-7 di fabbricazione rumena, l'addestratore britannico de Havilland DH.82 Tiger Moth, l'addestratore canadese Consolidated Fleet Model 1, l'addestratore da caccia italiano Nardi FN.305, il caccia polacco PZL P-11f e il caccia tedesco Heinkel He 112. In soli tre anni, nel 1934, divenne pilota da caccia presso la base aerea di Pipera-Bucarest imparando rapidamente a padroneggiare il caccia PZL P-11f e fu subito promosso al grado di capo pattuglia.
Quando la Germania nazista invase l'Unione Sovietica il 22 giugno 1941, Operazione Barbarossa, la Romania si unì a lei come sua alleata. Fin dall'inizio si distinse come comandante del Escadrilei 43 de vânătoare durante la campagna per riconquistare della Bessarabia.  I caccia monoplani con ala a parasole P-11f dell'unità erano già considerati obsoleti, ma tra giugno 1941 e agosto 1942, egli dimostrò audacia e coraggio nel corso di oltre 50 missioni operative prendendo parte anche alla battaglia di Odessa.  Il 17 settembre 1941, nei pressi di Tatarca (distretto di Galați), l'Escadrilei 43 riuscì a respingere i gruppi di caccia sovietici che stavano infastidendo l'esercito rumeno. Furono abbattuti sei caccia russi Polikarpov I-16 e tre bombardieri, e in quel combattimento abbatté personalmente due aerei da caccia e un bombardiere.
Da agosto 1942 ad agosto 1943 prestò servizio come capo di stato maggiore del Sottosegretario di Stato della Forțele Aeriene Regale ale României generale Gheorghe Jienescu. Dopo il massiccio bombardamento americano sulle raffinerie di petrolio di Ploesti il 1° agosto 1943, Jienescu cercò di potenziare le difese aeree della Romania in previsione di ulteriori attacchi e gli diede il comando del 6º Gruppo Vânătoare con il compito di proteggere Bucarest e le raffinerie nella regione di Ploesti-Campina. Inizialmente basato a Pipera e in seguito a Popesti-Leordeni, il gruppo caccia volò con gli IAR 80 e IAR 81 progettati e costruiti dall'Industria Aeronautică Română a Brasov. Nonostante la loro inferiorità tecnica e numerica, i tre squadroni del Grupului 6 Vânătoare (59, 61 e 62 Escadrilei) furono accreditati per aver abbattuto più di 90 bombardieri quadrimotori e 45 caccia di scorta mentre difendevano il loro territorio. Egli fu accreditato dell'abbattimento di 12 bombardieri Boeing B-17 Flying Fortress e Consolidated B-24 Liberator, e tre caccia Lockheed P-38 Lightning. Il 10 giugno 1944, la Quindicesima Air Force inviò più di 100 caccia P-38 per attaccare e bombardare in picchiata Ploesti. Il piano era di arrivare a bassa quota alle prime ore del mattino, alle 08:00, sorprendendo i difensori e attaccando le raffinerie e tutti gli aerei dell'Asse sugli aeroporti nelle vicinanze. L'attacco dei caccia si rivelò un fallimento in quanto i primi allarmi radar fecero sì che i caccia rumeni e tedeschi decollassero per intercettare i velivoli americani. Quel giorno lui e i piloti degli IAR 81C del Grupului 6 Vânătoare, rivendicarono l'abbattimento di 24 aerei nemici contro la perdita di tre aerei nazionali, tutti apparentemente per mano dello stesso pilota, il sottotenente Herbert Hatch del 71° Fighter Squadron, 1° Fighter Group.  A Herbert 'Stub' Hatch furono attribuiti cinque Focke-Wulf Fw 190 della Luftwaffe e fu solo all'inizio degli anni Ottanta del XX secolo che emerse che i caccia da lui abbattuti erano rumeni, IAR 80 e IAR 81.
Con la tregua del 23 agosto tra la Romania e gli Alleati, il paese cambiò schieramento sia politicamente che militarmente. Divenuto comandante del Grupului 1 Vânătoare mantenne anche quello del Grupului 6 Vânătoare, con entrambi i gruppi che operavano da Popesti-Leordeni per difendere la Capitale dagli attacchi della Luftwaffe, aggiungendo così 25 aerei tedeschi al loro bottino. Con il suo aiuto 1.590 aviatori americani, britannici e canadesi furono rilasciati e inviati a Foggia, in Italia, prima che l'Armata Rossa arrivasse ad occupare Bucarest. Desideroso di stabilire un contatto con gli americani, affidò il compito di trasferire in Italia il prigioniero di guerra americano più alto in grado presente in Romania, il tenente colonnello James Gunn III, al collega capitano Constantin Cantacuzino, che infilò Gunn nel vano radio di un Messerschmitt Bf 109G e lo consegnò in territorio alleato.
Il 24 agosto 1944, ebbe  uno scambio di messaggi radio con il suo amico oberst Eduard Neumann, anch'egli asso dell'aviazione da caccia che comandava il Settore caccia rumeno della Luftwaffe. Neumann lo informò: Caro Vizanty, tra mezz'ora lancerò un attacco su Bucarest. Cosa farai? al che egli rispose senza esitazione Ordinerò agli aerei di decollare. 
Neumann gli disse Capisco, ognuno deve fare il proprio dovere, e Vizany rispose Non c'è alternativa. Triste realtà. Se Dio ci aiuta, ci incontreremo di nuovo un giorno per ricordare solo i bei momenti trascorsi insieme. Trentacinque anni dopo questa discussione, i due protagonisti si sarebbero effettivamente incontrati di nuovo, alla Convention Internazionale dei Piloti da Caccia di Monaco di Baviera, in Germania.
Tra l'8 settembre 1944 e l'agosto 1945, come comandante del Grupului 1 Vânătoare, incarico che mantenne fino alla fine della guerra, effettuò decine di missioni contro l'esercito tedesco.  Partì per la Cecoslovacchia inseguendo le truppe naziste in ritirata e, insieme agli altri piloti, abbatte 25 aerei Messerschmitt distruggendo numerose postazioni di artiglieria terrestre.
Subito dopo la capitolazione tedesca, il 10 maggio 1945, fu promosso tenente comandante. A quel punto aveva accumulato più di 4.600 ore di volo, era accreditato di 43 vittorie in combattimento e insignito dell'Ordine di Michele il Coraggioso di prima classe, la più alta decorazione militare della Romania. Dopo la guerra nel 1947 un colpo di stato impose al potere nel paese un regime comunista ed egli venne costretto a ritirarsi dall'aeronautica militare. Nel 1961 fu condannato a cinque anni di prigione per "complotto contro l'ordine sociale", ma dopo due anni ottenne la grazia ufficiale firmata da Gheorghe Gheorghiu-Dej.  Subito dopo il suo rilascio fece causa al governo comunista, chiedendo il ripristino dei suoi diritti civili e dei beni che gli erano stati confiscati durante la sua incarcerazione. Pur avendo vinto la causa, il governo lo relegò successivamente a una serie di lavori estranei alla sua formazione, recuperatore di relitti di aerei, bracciante agricolo, impiegato della Plafar, tecnico, operaio edile, e gruista. Come la maggior parte degli ufficiali che erano stati arruolati nell'esercito reale rumeno, le sue imprese vennero ampiamente ignorate dai suoi connazionali nel periodo successivo alla fine della seconda guerra mondiale.
Nel 1968 Charles de Gaulle, presidente della Repubblica francese, durante la sua unica visita ufficiale in Romania, chiese ufficialmente a Nicolae Ceaușescu della sorte del generale Paul Teodorescu e di quella dell'asso dell'aviazione militare Dan Vizanty. Per questo motivo, l'ex pilota è venne prelevato in tutta fretta dal cantiere in cui stava lavorando, vestito con l'uniforme da comandante e presentato a De Gaulle il quale capì subito che qualcosa non andava. De Gaulle non disse nulla, ma contattò gli ex aviatori in Francia e fu messo a punto un piano per salvarlo e negli anni successivi, i membri di un'organizzazione internazionale di piloti da caccia ("Les Vieilles Tiges"), con cui egli aveva stretto amicizia durante la guerra, tentarono di portarlo in Francia, ma il pilota rumeno rifiutò, volendo principalmente garantire una vita dignitosa a sua figlia in Romania. Tuttavia, nel giugno 1977, fu chiamato dal sindaco di Parigi, Jacques Chirac, e dai membri dell'Associazione aeronautica internazionale "Les Vieilles Tiges", per una missione di ricerca volta a compilare una storia dell'aviazione europea. Una volta arrivato in Francia decise di non tornare mai più in Romania rimanendo in esilio. Insignito della medaglia d'argento di Parigi nel giugno 1977, conferitagli dal sindaco Chirac, scrisse spesso di aviazione rumena e si spense a Parigi il 12 novembre 1992.

### Annotazioni
1. ↑  Si racconta che il comandante dell'aviazione rumena, l'allora Ministro dell'aeronautica, generale Gheorghe Jienescu, quando venne a conoscenza di questa enorme vittoria, scoppiò a piangere e inviò immediatamente, con la sua auto personale, 24 bottiglie di champagne francese ai membri del gruppo caccia. Mandò personalmente a Vizanty tre bottiglie di whisky uno per ogni aereo che aveva abbattuto.

### Fonti
1. 1 2 3 4 5 6 7 8 9 10 11 12 13 14 15 16 17 18 19 20 21 22 23 24  Greeks in foreign.
2. 1 2 3 4 5 6 7 8 9 10 11 12 13 14  Adevarul.
3. 1 2 3 4 5 6  Historynet.